# Adam Modliszewski
Adam Modliszewski herbu Łabędź – starosta łomżyński. 
Poseł łomżyński na sejm koronacyjny 1587/1588 roku.